# Benedictinas del Sagrado Corazón de Montmartre
La Congregación de Benedictinas del Sagrado Corazón de Montmartre (oficialmente en francés: congrégation des bénédictines du Sacré-Cœur de Montmartre) es una congregación religiosa católica femenina de vida apostólica y de derecho pontificio, que surge como rama autónoma de las Adoratrices del Sagrado Corazón de Jesús de Montmartre, en 1945, por lo tanto consideran como fundadora a Adéle Garnier. A las religiosas de este instituto se les conoce como benedictinas de Montmartre y posponen a sus nombres las siglas B.S.C.M.

## Historia

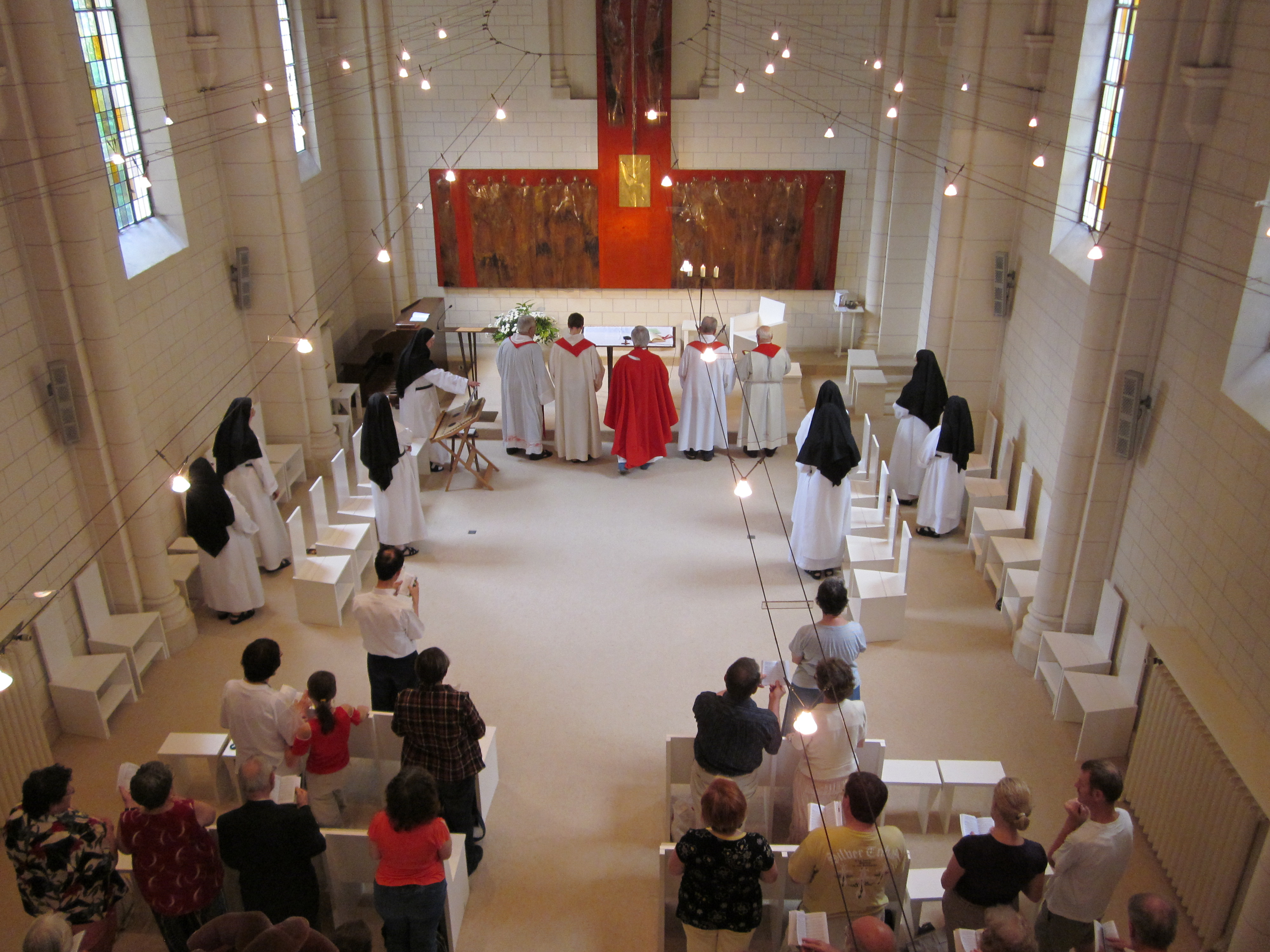
Celebración eucarística en la capilla de la casa general, en París, de las benedictinas de Montmartre.

La congregación surge a partir de la división de las benedictinas francesas que se separaron de las Adoratrices del Sagrado Corazón de Jesús de Montmartre, fundadas por Adéle Garnier, cuando estas habían decido trasladar la curia general de la casa madre en Montmartre a Inglaterra. La división completa se dio en 1945, luego de que las comunidades francesas, a la cabeza del monasterio de Louvigné-du-Désert (Arquidiócesis de Rennes) pidieran al obispo del lugar la separación. Con la ayuda del prelado, la petición fue enviada a la Santa Sede, la cual, el 22 de octubre de 1947, reconoció a las Benedictinas del Sagrado Corazón de Montmartre como congregación religiosa autónoma de derecho pontificio.

## Organización
La Congregación de Benedictinas del Sagrado Corazón de Montmartre es un instituto religioso pontificio centralizado, cuyo gobierno es ejercido por la superiora general, elegida para un periodo de seis años, que se pueden repetir. A ella le coadyuva un consejo elegido por el mismo periodo. La sede central se encuentra en París.
Las benedictinas de Montmartre se dedican a la vida contemplativa, especialmente a la solemnización de la liturgia, viven según la Regla de san Benito y visten un hábito compuesto de túnica y escapulario blancos y velo negro. En 2015, el instituto contaba con unas 118 monjas y 10 monasterios, presentes en Francia.